# Uwe Dühring
Uwe Dühring (* 23. November 1955 in Berlin) ist ein ehemaliger Ruderer aus der DDR. 1980 wurde Dühring Olympiasieger im Achter.
Der Ruderer vom SC Dynamo Berlin siegte 1972 mit dem Achter bei der Spartakiade und bei den Junioren-Weltmeisterschaften. 1973 gewann er bei den Junioren-Weltmeisterschaften im Vierer mit Steuermann. Nachdem er 1977 mit Bernd Höing Vierter der DDR-Meisterschaften im Zweier ohne Steuermann geworden war, wechselten beide in den Achter, der 1978 Weltmeister wurde. Dafür wurde die Weltmeister-Crew in der DDR zur Mannschaft des Jahres gewählt. Bei den Olympischen Spielen 1980 in Moskau gewann der Achter in der Besetzung Bernd Krauß, Hans-Peter Koppe, Ulrich Kons, Jörg Friedrich, Jens Doberschütz, Ulrich Karnatz, Uwe Dühring, Bernd Höing und Steuermann Klaus-Dieter Ludwig mit fast drei Sekunden Vorsprung auf die zweitplatzierten Briten. Vom 1978er Achter waren außer Dühring noch Höing und Karnatz dabei; Friedrich, Krauß und Ludwig waren 1979 ins Weltmeister-Boot gekommen, Kons war 1977 dabei gewesen, Doberschütz und Koppe waren neu im Achter.
Dühring wurde für seine sportlichen Erfolge 1978 und 1980 mit dem Vaterländischen Verdienstorden ausgezeichnet.